# Фаносян, Мартирос Ретевосович
Мартирос Ретевосович Фаносян (род. 29 июля 1952) — режиссёр-постановщик и сценарист более 23 фильмов. Член Союза кинематографистов РФ. Профессор. Окончил ВГИК, режиссёрский факультет, мастерскую А. Б. Столпера в 1976 году. С 1999 года является главным режиссёром фестиваля Российского кино «Окно в Европу». Награждён 2 сентября 2013 г. медалью ордена «За заслуги перед Отечеством» II степени. Преподаёт во МГИКе на факультете киноискусства.

## Игровое кино
- «Оркестр прошел по нашей улице» — «Арменфильм», 1976. Режиссёр-постановщик.
- «Конец игры» — «Мосфильм», 1978. Режиссёр-постановщик.
- «Твой брат Валентин» — «Экран», 1981. Режиссёр-постановщик.
- «Фотограф» — «Ереван Студия», 1982. Режиссёр-постановщик.
- «Чужак» — «Ереван-студия», 1984. Автор сценария и режиссёр-постановщик.
- «Каникулы у моря» — «Арменфильм», 1986. Режиссёр-постановщик.
- «Квартет» — «Арменфильм», 1987. Режиссёр-постановщик.
- «Созвездие Козлотура» — «Мосфильм», 1989. Автор сценария и режиссёр-постановщик.
- «Нечаянная радость» — «Парадиз», 2005. Режиссёр-постановщик.

## Неигровое кино
- «Откуда текут реки?» (1999), ОРТ. Режиссёр.
- «Арцах» (2000), «Па и Па». Продюсер и режиссёр.
- «Окно в Европу» (2001), РТР. Автор сценария и режиссёр.
- "Фестиваль российского кино «Окно в Европу» (2002). Автор сценария и режиссёр.
- «24 апреля 1915» (2002), Датское телевидение. Автор сценария и режиссёр.
- «Ни шагу назад!» (2003), «Культура». Режиссёр.
- «Идущий к солнцу» (2004), «Параджаноф-фильм». Режиссёр.
- «Я — Гурджиев. Я — не умру» (2007), «Фора-фильм». Автор сценария и режиссёр.
- «Фазиль Искандер» (2009), «Культура». Автор сценария и режиссёр.
- «Виктор Титов» (2009), «Культура». Автор сценария и режиссёр.
- «Грант Матевосян» (2010), «Культура». Режиссёр.
- «Армен Джигарханян» (2010), «Культура». Режиссёр.
- «Тень над Россией». План «Ост» (2011), «Культура». Режиссёр.
- «Физики и лирики пол века спустя» (2013), «Культура». Режиссёр.

## Сценарии
- «Мансарда» — «Мосфильм», 1980
- «Три новеллы» — «Арменфильм», 1985
- «Возвращение Будды» — «Парадиз», 2010
- «Елизавета Бам» — «Горизонталь Ф», 2012